# 吳剛 (神話)

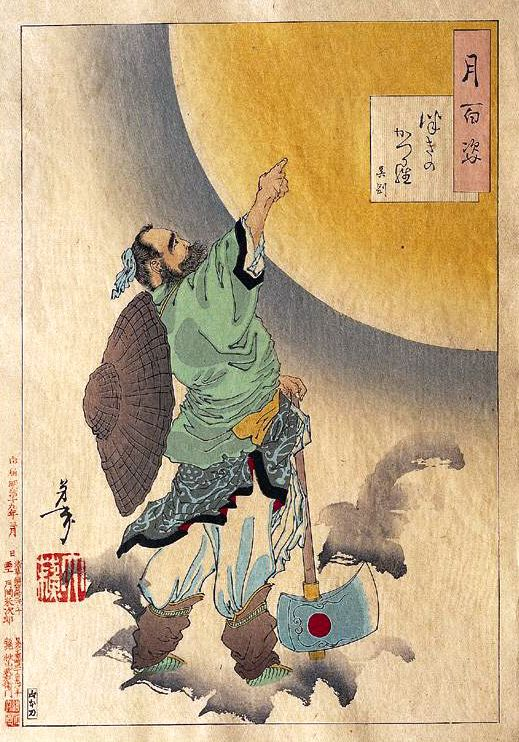
吴刚伐桂，月冈芳年绘

吳剛，中国民间故事和道教人物。以“吴刚伐木”故事闻名，吴刚被天帝（玉皇大帝）惩罚到月宫砍伐桂树，其树随砍随合，永无休止。这一故事源自唐朝，有多个版本。

## 传奇

### 第一版
唐朝人段成式所作《酉陽雜俎·天咫》說：「月桂，高五百丈，下有一人常砍之，樹創隨合，其人姓吳名剛，西河人。學道有過，常令伐樹。」

### 第二版
这一版故事指出树为桂树。相傳吳剛是樵夫，西河人氏，醉心於仙道，但始終不肯專心學習，因此玉帝震怒，把他留在月宮，要他砍倒桂樹，方可獲得仙術。但即使吳剛不斷砍，桂樹也會迅速癒合，日復一日，吳剛的工作始終無法達成，但他也堅持不放棄，不斷地砍下去。月亮上的阴影就是桂树的影子。

## 外部連結
- 「吳剛、薛西弗斯」與「普羅米修斯」（页面存档备份，存于）